# Caja Costarricense de Seguro Social
La Caja Costarricense de Seguro Social (CCSS), también conocida como la Caja o el Seguro, es la institución pública encargada de la seguridad social en la República de Costa Rica.
La sede central de la institución se localiza en San José, en el edificio Laureano Echandi Vicente (construido en 1967) y en la torre anexa Jenaro Valverde Marín (edificada en 1978), situadas en el distrito de Catedral entre avenidas 2 y 4; y calles 5 y 7. La institución dispone de Establecimientos de Salud y Sucursales en las principales ciudades del país, así como departamentos que posee en toda la capital y la nación.
Como un ente semiautónomo fue creado el 1 de noviembre de 1941 mediante la Ley N.º 17 durante la administración del presidente Rafael Ángel Calderón Guardia, pero sufriría una importante reforma el 22 de octubre de 1943, al constituirse en una institución autónoma, destinada a la atención de la población obrera y mediante un sistema tripartito de financiamiento. Su formación y funcionamiento están salvaguardados en los artículos 73 y 177 de la constitución política de la Nación.
En la actualidad, con un vasto calibre de casi 30 hospitales —algunos de los más destacados en Iberoamérica— y más de 1000 Equipos Básicos de Atención Integral en Salud, la Caja Costarricense de Seguro Social es considerada una de las mejores y más prestigiosas instituciones sanitarias y de seguridad social del planeta entero. Destacando su sistema universal de funcionamiento, que ha llevado al país a posicionarse en muchos de los niveles de salud más óptimos del hemisferio.
La Caja Costarricense de Seguro Social tiene alianzas con diferentes instituciones internacionales de cooperación técnica. Estas incluyen la Organización Panamericana de la Salud de las Naciones Unidas (OPS/OMS), el Centro Interamericano de Estudios de Seguridad Social (CIESS) y la Conferencia Interamericana de Seguridad Social (CISS). Estos son organismos internacionales técnicos y especializados, que tienen como objetivo fomentar el desarrollo de la protección y seguridad social en América. 

## Funciones de la CCSS
La Caja Costarricense de Seguro Social coordina y ejecuta programas tanto de promoción de la salud (educación para la salud, entornos saludables), prevención (vacunación, atención de riesgos, tamizajes) como de curación (cirugías, radioterapia, farmacia, exámenes clínicos) y rehabilitación, abarcando a la población costarricense e inmigrante que habita en el país.
La atención en los servicios de salud para el 2013, registra para los servicios de hospitalización un total de 343.078 egresos, con una ocupación del 86%, la realización de 178.642 cirugías y atención en los servicios de maternidad de un total de 66.191 partos y 66.223 nacimientos.
La consulta externa, en el mismo periodo, realizó 13 millones de consultas y en los servicios de emergencias se realizaron 5.5 millones de atenciones. En soporte a la atención, se realizó el despacho de 77 millones de medicamentos —una de las tasas por persona más altas del planeta—, 62 millones de exámenes clínicos, 118.000 mamografías y 301 ultrasonidos.
Actualmente, esta institución administra dos grandes seguros: salud y pensiones. También provee un régimen no contributivo (RNC) de jubilación.

### Seguro de Salud

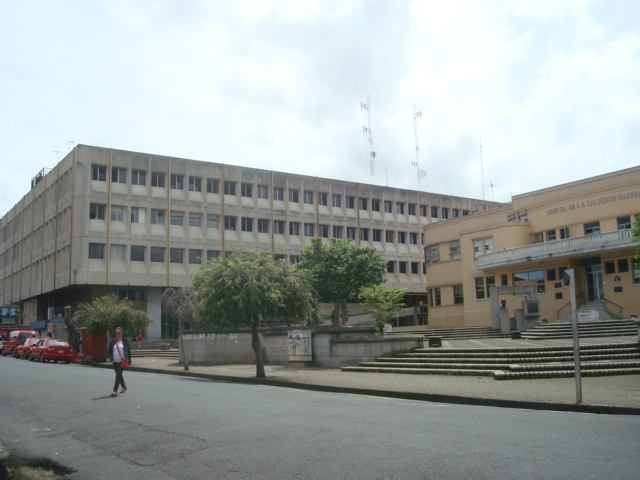
Hospital Calderón Guardia.

Llamado también Seguro de Enfermedad y Maternidad (SEM), inicia en 1942 y tiene como objetivo otorgar atención médica, económica y social a los trabajadores asegurados y sus familiares.
Entre los principales servicios brindados por la CCSS y que dependen de este seguro se encuentran: la prestación de servicios de salud, los subsidios en dinero y los servicios de soporte de farmacia, laboratorio, odontología, además de las prestaciones sociales.
El seguro familiar incluye a la esposa o compañera de los asegurados y los hijos solteros menores de 18 años, así como los estudiantes de enseñanza media o técnica menores de 22 años y los menores de 25 años cuando cursen estudios de enseñanza superior.
También puede obtenerlo la madre del asegurado si depende económicamente de él; el padre si es mayor de 65 años o menor de esa edad en situación de invalidez; los menores de edad entregados en custodia definitiva por el patrono o Juzgado Tutelar de Menores y el esposo inválido o estudiante menor de 22 años que dependa económicamente de la esposa.

### Seguro de Pensiones
Llamado también de Invalidez, Vejez y Muerte (IVM), el objetivo fundamental de este seguro obligatorio establecido en 1947, consiste en garantizarle al asegurado y a sus familiares una protección básica como pensión.
En la actualidad se otorga el beneficio por invalidez a los asegurados menores de 65 años que hayan aportado el número de cuotas según la edad y que por alteración o debilitamiento de su estado físico o mental hayan perdido dos terceras partes o más de su capacidad de desempeño de su profesión, su actividad habitual u otra compatible con esta y que por tal motivo no puedan obtener una remuneración suficiente para su subsistencia y la de su familia. En el caso de la pensión por vejez, tienen derecho a retirarse con ellas las mujeres aseguradas que alcancen los 59 años y 11 meses que cuenten con 466 cuotas; y los hombres asegurados de 61 años y 11 meses que hayan aportado 462 cuotas.

### Régimen no contributivo

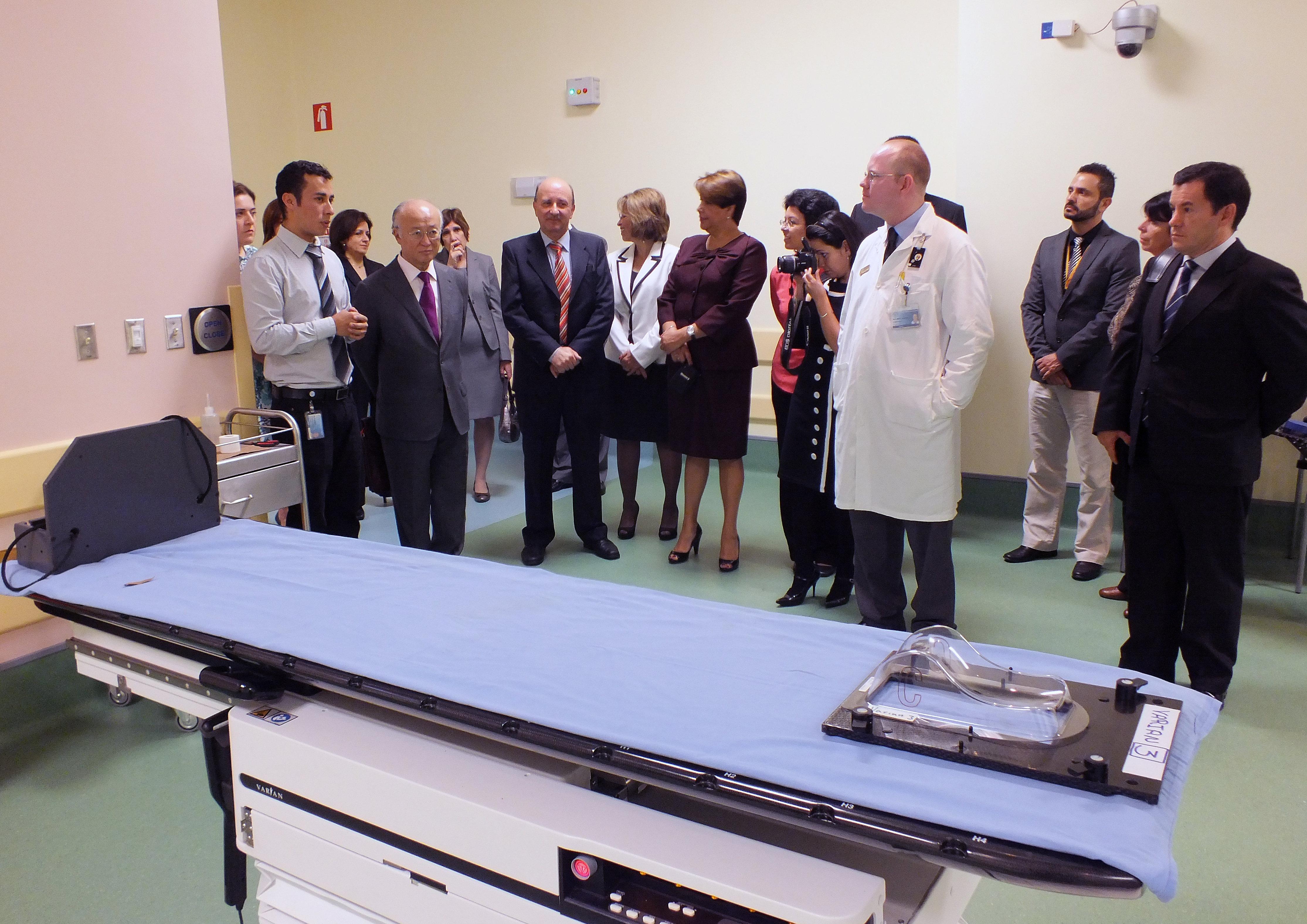
Centro para radioterapias del Hospital México.

El Seguro administra además el Régimen No Contributivo (RNC) para pensiones, el cual tiene como fin ayudar económicamente a aquellas personas cuyo ingreso mensual es inferior o igual a la línea de pobreza vigente calculada por el Instituto Nacional de Estadística y Censo (INEC) y que no hayan cotizado para ninguno de los seguros anteriores o no hayan cumplido con el número de cuotas reglamentarias.
Los beneficios de este régimen se otorgan a personas adultas mayores, personas inválidas, viudas desamparadas, menores huérfanos e indigentes, que por razones bien fundamentadas se les imposibilita incorporarse a un trabajo remunerado y su condición económica no les permita satisfacer las necesidades básicas de subsistencia.
Este régimen, creado en diciembre de 1974, constituye uno de los principales programas que financia el Fondo de Desarrollo Social y Asignaciones Familiares (FODESAF), mediante un aporte de al menos 10.35% de lo recaudado por concepto del impuesto sobre la renta y el 5% de recargo sobre planillas de los patronos públicos y privados, con algunas excepciones.
Actualmente se encuentran a cargo de este sistema el Programa de Pensiones Ordinarias y el Programa de Pensiones por Parálisis Cerebral Profunda y otros padecimientos (Ley 8769).

## Organigrama
La Presidencia Ejecutiva de la Caja Costarricense de Seguro Social tiene la función de dirigir a la institución y fungir como un nexo entre la entidad y la Presidencia de la Nación. Sin embargo, las decisiones acerca de la administración de la institución se toman de forma colegiada por la Junta Directiva, que se forma por nueve miembros en representación equitativa del Estado, los Patronos y los Trabajadores.
Adicionalmente, la Caja cuenta con siete gerencias: General, Administrativa, Médica, Financiera, Infraestructura y Tecnologías, Logística y Pensiones. 

## Financiamiento
Por el carácter de su función, la CCSS cuenta con la participación del Estado, Patronos y Trabajadores, quienes con sus cotizaciones constituyen el fundamento económico básico sobre el cual giran sus actividades.

### Cargas Sociales
Éstas son las cargas sociales recaudadas por medio de planillas.
| Seguro de Salud                          | 9.25%  | 5.50%  | 0.25% | 15.00% |
| Seguro de Pensiones                      | 5.08%  | 3.67%  | 0.25% | 8.84%  |
| Total                                    | 14.17% | 10.34% | 0.50% | 24.84% |
| Banco Popular                            | 0.50%  | 1.00%  | -     | 1.50%  |
| FODESAF                                  | 5.00%  | -      | -     | 5.00%  |
| IMAS                                     | 0.50%  | -      | -     | 0.50%  |
| Instituto Nacional de Aprendizaje (INA)* | 2.00%  | -      | -     | 2.00%  |
| Fondo de Capitalización Laboral (FCL)    | 3.00%  | -      | -     | 3.00%  |
| Pensión Complementaria del INS           | 1.50%  | -      | -     | 1.50%  |
| Total                                    | 26.33% | 11.34% | 0.50% | 36.84% |
| *- Actividad agrícola 0.50%              |        |        |       |        |

## Organización de la Prestación de Servicios de Salud
La CCSS cuenta con una Red de Servicios de Salud que cubre todo el País, con servicios de primer, segundo y tercer nivel de atención, esto según el grado de complejidad que se requiere para la atención de las necesidades de salud de la población. La CCSS para atender a las personas se encuentra organizada para la prestación de servicios de salud en establecimientos según el territorio-la población que atienden y su complejidad.
Para este propósito, cuenta con Redes, que son el conjunto de establecimientos en un territorio que se organizan para atender a la población. Actualmente, cuenta con siete Redes Integradas de Prestación de Servicios de Salud que agrupan los establecimientos de salud del Primer Nivel (EBAIS y AS) y del Segundo Nivel (Hospitales Periféricos y Regionales). El Tercer Nivel está conformado por establecimientos de salud de mayor complejidad y atienden a la población nacional. Este nivel incluye a los Hospitales Nacionales Generales, Hospitales Nacionales Especializados y las Unidades y Centros Especializados.

## Redes Integradas de Prestación de Servicios de Salud
La CCSS se divide administrativamente por Regiones, que son territorios administrados por las Direcciones de Red Integrada de Prestación de Servicios de Salud. Estas se subdividen territorialmente en Áreas de Salud y estas a su vez en Sectores de Salud. En los Sectores se ubican los Equipos Básicos de Atención Integral de Salud (EBAIS) que brindan la atención a las personas.
La CCSS se divide en siete Direcciones de Red Integrada de Prestación de Servicios de Salud:
1. Central Sur
2. Central Norte
3. Chorotega
4. Pacífico Central
5. Huetar Norte
6. Huetar Atlántica
7. Brunca

### Áreas de Salud
Las Áreas de Salud (AS) son unidades administrativas básicas de la institución bajo la cual están a cargo los EBAIS, dirigidos por un Director de Área y un Equipo de Apoyo. Estos funcionarios y servicios se encuentran en las Sedes de AS. Los Equipos de Apoyo están conformados por al menos un profesional de cada uno de los siguientes campos, medicina familiar y comunitaria, odontología, farmacia, microbiología, enfermería, trabajo social y nutrición. La Dirección cuenta con funcionarios encargados de la administración de la infraestructura, recursos humanos y equipamiento de las diferentes establecimientos que conforman el Área de Salud, ya sean Sedes de Área, Sedes de EBAIS o Puestos de Visita Periódica. Las Sedes de Áreas de Salud cuentan con Servicios de Urgencias o Emergencias.
En total la CCSS cuenta con 105 AS. La población promedio de cada AS es de 49 172 habitantes. Las AS se localizan en las Redes Integradas de Prestación de Servicios de Salud de la siguiente forma: 31 se localizan en la región Central Sur (30%), 26 en la Central Norte (25%), 14 en la Chorotega (13%), 12 en el Pacífico Central (11%), 8 en la Huetar Norte (8%), 8 en la Huetar Atlántica (8%), y 6 en la región Brunca (6%). Algunas AS en el área metropolitana son administradas por entes privados, ASEMECO administra 2, COOPESANA administra 3, COOPESAIN administra 1, COOPESALUD administra 2 y COOPESIBA administra 2.

### EBAIS
La CCSS, a diciembre de 2021, cuenta con 1 080 Equipos Básicos de Atención Integral en Salud (EBAIS) distribuidos en todo el territorio nacional. La consulta de medicina general se encuentra en este nivel. Cada EBAIS atiende una población promedio a 4 584 habitantes. Están conformados por un médico general, auxiliar de enfermería, y un asistente técnico de atención primaria en salud (ATAP). Los EBAIS brindan atención en las Sedes de Área de Salud y por excepción en Sedes de EBAIS específicas. Además, atiende a población en condición vulnerable con 859 puestos de visita periódica (PVP), a los cuales el personal de los EBAIS acuden a dar consulta periódicamente a lugares con poca accesibilidad de transporte. 
La distribución y número de EBAIS refleja la población y necesidades de salud de cada Región. Así, la Región Central Sur concentra el 35% (380 EBAIS), la Central Norte el 26% (274 EBAIS), la Huetar Atlántica 11% (118 EBAIS), la chorotega 10% (107 EBAIS), la Brunca 7% (73 EBAIS), la Pacífico Central 6% (69 EBAIS) y la Huetar Norte 5% (59 EBAIS). El Cantón de San José ubicado en la misma Provincia es el que registra la mayor cantidad de EBAIS conformados, con 68; le sigue el Cantón de Alajuela cabecera de la Provincia del mismo nombre, con 58; el Cantón de Desamparados ubicado en la Provincia de San José, con 55, y el Cantón San Carlos, ubicado en la Provincia de Alajuela, con 45.
En las Regiones, administradas por las Redes Integradas de Prestación de Servicios de Salud, se cuenta además con los servicios de los hospitales del Segundo Nivel de Atención. Estos se subdividen en Periféricos y Regionales según la complejidad de los servicios.

### Hospitales Periféricos

Clínica de Alajuelita.

Corresponden a hospitales que tienen las cuatro especialidades médicas básicas de medicina interna, cirugía, gineco-obstetricia y pediatría. Su ubicación responde a razones geográficas o de cantidad de población en el área de atracción. Son los siguientes:
- Hospital Los Chiles (en Los Chiles)
- Hospital Max Terán Valls (en Quepos)
- Hospital La Anexión (en Nicoya)
- Hospital Upala (en Upala)
- Hospital Guápiles (en Guápiles)
- Hospital Ciudad Neily (en Ciudad Neily)
- Hospital San Vito (en San Vito)
- Hospital Manuel Mora Valverde (en Golfito)
- Hospital Tomás Casas Casajús (en el Cantón de Osa)
- Hospital Carlos Luis Valverde Vega (en San Ramón)
- Hospital San Francisco de Asís (en Grecia)
- Hospital William Allen Taylor (en Turrialba)

### Hospitales Regionales
Los hospitales regionales están ubicados fuera de la ciudad de San José y funcionan como hospitales generales. Además de las cuatro especialidades básicas, agregan las subespecialidades de mayor demanda de la Región a la que pertenecen.
Estos establecimientos refieren a los hospitales de mayor complejidad Nacionales del Tercer Nivel, según la accesibilidad geográfica, los casos que no pueden resolver por su capacidad instalada, ya sea diagnóstica o terapéutica. A esta categoría pertenecen:
- Hospital Max Peralta Jiménez (en Cartago)
- Hospital San Carlos (en Ciudad Quesada)
- Hospital Tony Facio Castro (en Limón)
- Hospital Monseñor Sanabria Martínez (en Puntarenas)
- Hospital Fernando Escalante Pradilla (en San Isidro de El General)
- Hospital San Rafael (en Alajuela)
- Hospital Enrique Baltodano Briceño (en Liberia)
- Hospital San Vicente de Paul (en  Heredia)

## La Red Hospitalaria del Tercer Nivel
La CCSS cuenta con una Red de Servicios de Salud que cubre todo el País, con servicios de mayor complejidad para la atención de necesidades de salud específicas de la población.

### Hospitales Nacionales Generales

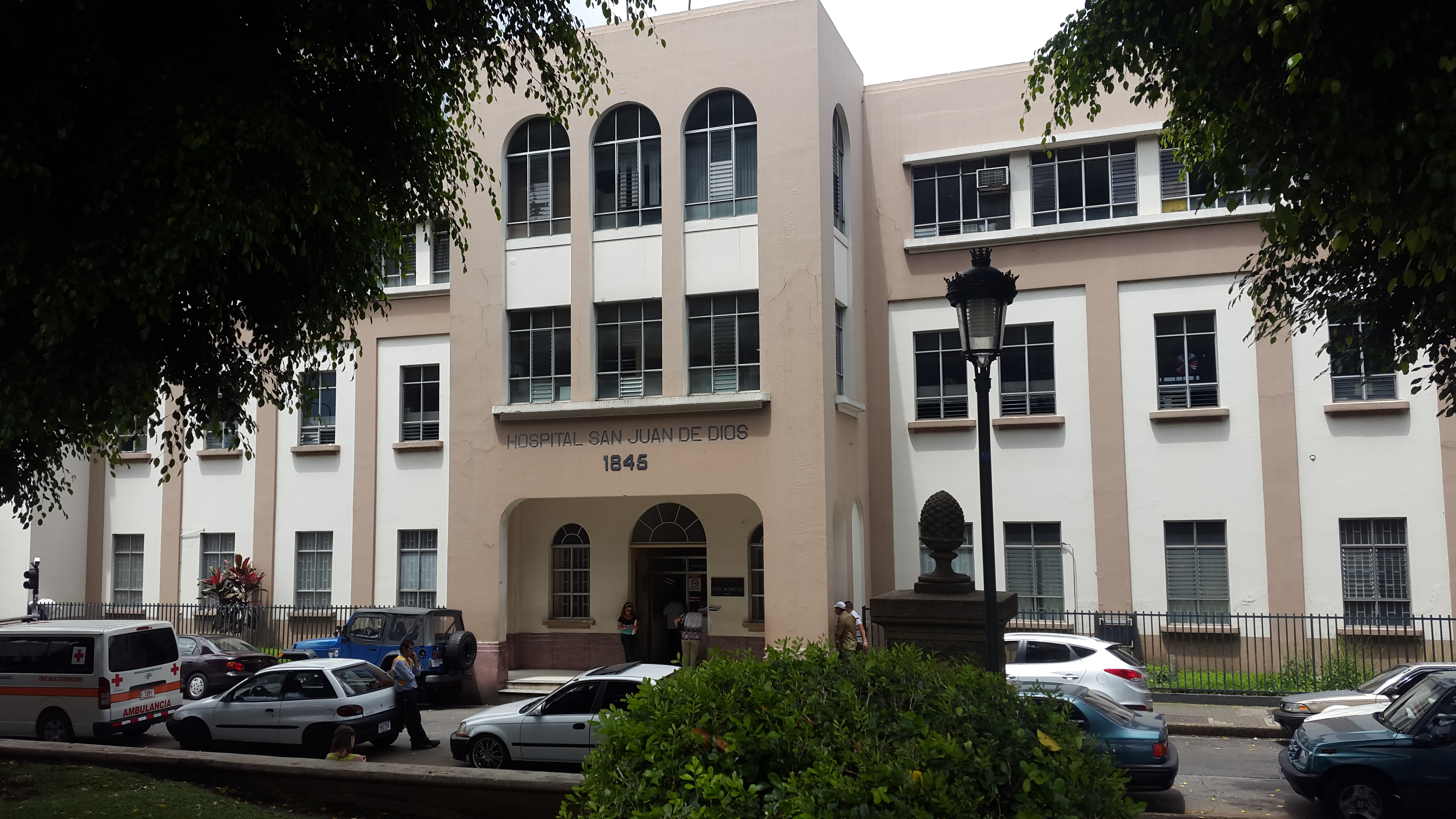
Hospital San Juan de Dios.

Los hospitales nacionales se encuentran localizados en el  Cantón Central de San José. En esta categoría se encuentran los siguientes:
- Hospital San Juan de Dios
- Hospital México
- Hospital Dr. Rafael Ángel Calderón Guardia

### Hospitales Nacionales Especializados
Los hospitales especializados corresponden a los establecimientos de salud de la mayor complejidad del país, que responden a necesidades de salud específicas. Están ubicados en el Valle Central. En esta categoría están los siguientes:
- Hospital Nacional de Niños Dr. Carlos Sáenz Herrera
- Hospital Nacional de Geriatría y Gerontología Dr. Raúl Blanco Cervantes
- Hospital de las Mujeres Dr. Adolfo Carit Eva
- Hospital Nacional de Salud Mental Manuel Antonio Chapuí y Torres
- Centro Nacional de Rehabilitación Dr. Humberto Araya Rojas
- Hospital Psiquiátrico Dr. Roberto Chacón Paut

### Unidades y Centros Especializados
- 1. Banco Nacional de Sangre
- 2. Centro Nacional de Control del Dolor y Cuidados Paliativos
- 3. Centro Nacional de Imágenes Médicas
- 4. Clínica Oftalmológica
- 5. Laboratorio de Genética Humana Molecular (Laboratorio de Pruebas de Paternidad Responsable)
- 6. Laboratorio Nacional de Citologías